# 郭雅茹
郭雅茹（1996年12月13日—），宜蘭人，台灣女藝人，台灣越南混血兒，出生於台灣，現為鳳凰藝能旗下藝人。

## 生平
郭雅茹的父親在越南認識其母親，不過最終以離婚收場。，隨著母親帶大，小時候在越南長大，隨後回到台灣唸書。學生時代曾經因口音問題遭到取笑。從小熱愛唱歌，國中時曾多次獲得歌唱比賽冠軍，大學畢業時成為民視鳳凰藝能簽約藝人。2020年在《無主之子》中飾演黃鐙輝原配，隨後進入直播圈，曾在《艾吃鬼》節目中講述自己出道的契機。

## 電視劇
| 日期   | 頻道 | 劇名         | 角色   | 導演   |
| ------ | ---- | ------------ | ------ | ------ |
| 2020年 | 民視 | 《無主之子》 | 阮氏妙 | 簡學彬 |
| 2022年 | 民視 | 《台灣傳奇》 | 黃尚水 | 鹿峰   |

## 單曲
- 2019年 郭雅茹 《想到你的可愛》

## 主持
- 2020年 17LIVE 《17瘋開箱》

## 外部連結
- 郭雅茹的Instagram帳戶
- 郭雅茹的Facebook專頁 （页面存档备份，存于）